# فاطمة المعدول
فاطمة المعدول هي كاتبة مصرية، ولدت في القاهرة، وحصلت على بكالوريوس المعهد العالي للفنون المسرحية في 1970، وعينت بقصر ثقافة الطفل بالثقافة الجماهيرية في 1972، سافرت في 1977 في بعثة للمجر لدراسة مسرح الطفل، عملت مديرًا لقصر ثقافة الطفل في 1978، ومن ثم مدير إدارة ثقافة الطفل بالثقافة الجماهيرية في 1980، ومن ثم مدير عام المسرح القومي للأطفال في 1983، وكانت أول امرأة في منصب مدير عام ثقافة الطفل في 1996، وأصبحت رئيس المركز القومي لثقافة الطفل في 1998.
كتبت وأخرجت العديد من مسرحيات الأطفال، وألفت أكثر من 50 كتاب أدبي للأطفال في كل الأعمار، وأخرجت أعمال متنوعة مسرحية وسينمائية قصيرة، وكذلك أقامت وأشرفت علي ورش عمل ودورات تدريبية للعاملين في أدب الطفل وفنون الحكي ومكتبات الأطفال ومسرح الطفل (عرائس وبشري) والعديد من الورش المسرحية للأطفال المعاقين والأسوياء وقدمت أول مسرح للمعاقين في مصر.

## مؤلفات
صدرت لها عدة أعمال أدبية منها:
- «البنت زى الولد»، 2012، عدد الصفحات:24.[2]
- «حسن يرى كل طيظ»، دار الشروق، 20110دقاءق، عدد الثصفحات:سحصحصجص9.[3]
- «الكنز»، دار نهضة مصر، 2006، عدد الصفحات:24.[4]
- «ثورة العصافير»، دار نهضة مصر، 2012، عدد الصفحات:48.[5]
- «في بيتنا فأر»، دار نهضة مصر، 2016، عدد الصفحات:16.[6]
- «هل طارت الفراشات ولن تعود»، دار نهضة مصر، 2015، عدد الصفحات:64.[7]
- «وظيفة لماما»، دار نهضة مصر، 2005، عدد الصفحات:20.
- «أكبر حضن!»، نور المعارف للنشر والتوزيع، 2018، عدد الصفحات:24.[8]
- «طيارة الحرية»، نور المعارف للنشر والتوزيع، 2018، عدد الصفحات:24.[9]
- «خضرة وزهرة البنفسج»، دار نهضة مصر، 2006، عدد الصفحات:5.[10]
- «أريد أن ألعب»، دار نهضة مصر، 2006، عدد الصفحات:5.
- «الأسد والناموسة»، دار نهضة مصر، 2006، عدد الصفحات:18.[11]
- «البالونة البيضاء»، دار نهضة مصر، 2006، عدد الصفحات:25.
- «الدنيا بكل الألوان»، دار نهضة مصر، 2006، عدد الصفحات:18.
- «السلطان نبهان يطلب احسان»، دار نهضة مصر، 2004، عدد الصفحات:19.[12]
- «أين نبني العش»، دار نهضة مصر، 2018، عدد الصفحات:34.[13]
- «سلمى تعرف حقوقها»، دار نهضة مصر، 2006، عدد الصفحات:7.[14]
- «أين تذهب القمامة»، دار نهضة مصر للطباعة والنشر والتوزيع، 2008، عدد الصفحات:24.[15]
- «أنا وجدتي»، دار الشروق، 2005، عدد الصفحات:32.[16]
- «قطعة من السماء»، الهيئة المصرية العامة للكتاب - مكتبة الأسرة، 2002، عدد الصفحات:69.[17]
- «الكتكوت الأبيض»، دار الشروق، 2000، عدد الصفحات:24.[18]
- «سكر زيادة»، دار نهضة مصر للطباعة والنشر والتوزيع، 2007، عدد الصفحات:24.[19]
- «الله في كل مكان»، 2007.[20]
- «أول مرة.......أول يوم في المدرسة»، 2005.[21]
- «الوردة الزرقاء»، مكتبة الأسرة السلسلة: الطفل، 1900، عدد الصفحات:24.[22]
- «عيون بسمة»، دار نهضة مصر للطباعة والنشر، 2012، عدد الصفحات:24.[23]
- «أول يوم في المدرسة»، دار الشروق، 2020، عدد الصفحات:12.[24]
- «شادي وهند في السوق»، دار الشروق، 2018، عدد الصفحات:16.[25]
- «خضرة والدنيا الكبيرة»، دار نهضة مصر للطباعة والنشر السلسلة: خضرة، 2006، عدد الصفحات:23.[26]
- «عشر بالونات»، دار الشروق، 2000، عدد الصفحات:24.[27]
- «إحنا الدنيا»، دار نهضة مصر للطباعة والنشر، 1900.[28]
- «خضرة والسمكة الصغيرة»، دار نهضة مصر للطباعة والنشر، 1900.[29]
- «السلطان نبهان يختفي من سندستان»، دار نهضة مصر للطباعة والنشر، 1900.[30]

## جوائز
- جائزة الثقافة الجماهيرية عن مسرحية «آخر العنقود».
- جائزة اليونسكو للتسامح في 1999، عن كتاب «خطوط ودوائر».
- لائحة الشرف في المجلس العالمي لكتب الأطفال 2006، عن كتابي «السلطان نبهان يطلب احسان» و«السلطان نبهان يختفى من سندستان».
- جائزة مهرجان الشارقة القرائي للأطفال، عن كتاب «عيون بسمة».
- الجائزة الدولية في مهرجان القاهرة السينمائي للطفل عن فيلم «عصفور يجد عشة».
- شهادة تقدير عن فيلم «أولاد القمر» من مهرجان القاهرة السينمائي للطفل.
- كُرمت في «المؤتمر السنوي الخامس لمركز توثيق وبحوث أدب الطفل» خلال الجلسة الافتتاحية للمؤتمر.[31]